# United Future Organization
United Future Organization, también conocida como UFO, es un grupo de nu jazz, liderado actualmente por Tadashi Yabe (矢部 直 Yabe Tadashi?) y  Raphael Sebbag (ラファエル セバーグ?).  En 1994, el grupo apareció en un álbum recopilatorio de la Red Hot Organization, "Stolen Moments: Red Hot + Cool".  El álbum, elaborado como campaña de apoyo en la lucha contra el SIDA en la comunidad afroamericana, fue designado como "Álbum del año" por el Time Magazine.  Uno de los tres miembros fundadores de la banda, Toshio Matsuura (松浦 俊夫 Matsuura Toshio?), abandonó el grupo en 2002 para trabajar con el sello Universal Japan en una remezcla del proyecto.

## Discografía

### Álbumes
- United Future Organization (1993)
- No Sound Is Too Taboo (1994)
- 3rd Perspective (1996)
- Bon Voyage (1999)
- V(five) (2002)

### Remezclas
- Remix (1995)
- Spicy Remix (1997)
- Bon Voyage Les Remix (2000)

### Sencillos
- I Love My Baby(My Baby Loves Jazz)(1991)
- Loud Minority (1992)
- Insomnie (1992)
- United Future Airlines(1995)
- Cosmic Gypcy (1995)
- Flying Saucer(1999)
- Somewhere/Labyrinth(1999)
- Good Luck Shore(1999)
- Tres Amigos(1999)
- Listen Love(2002)
- Transworld(2002)

### Recopilatorios
- Upa Neguinho(Supa Neg Mix) - "Multidirection" (1993)
- Tres Amigos - "This is Smooth Jazz, Vol. 3"(2001)
- Summertime(Remix)- "Verve//Remixed" (2002)
- Good Luck Shore (Joujouka TFPP Mix) - "Mad Skipper Singels, Vol. 3" (2006)

### Otros
- Jazzin' (1992)
- The Planet Plan
- Now and Then (1997)
- UFOs for Real Scene1 (2006)
- UFOs for Real Scene2 (2006)
- UFOs for Real Scene3 (2006)
- Re-birth of the Cool -- A Deeper Shade of Blues (1992)